# Горња Думбрава (Мехединци)
Горња Думбрава (рум. Dumbrava de Sus) је село у општини Думбрава, која припада жупанији Мехединци у Републици Румунији.
Село се налази на надморској висини од 299 метара. Од Букурешта је удаљено 236 километара западно, од Дробета-Турну Северина 38 километара, а од Крајове 59 km западно.

## Становништво
Према попису из 2011. године у селу Горња Думбрава је живео 71 становник. Већину становника су чинили Румуни. Горња Думбрава је шесто највеће насеље општине Думбрава.